# 卡阿豐
15°36′20″N 89°48′45″W / 15.60556°N 89.81250°W
卡阿豐（西班牙語：Santa María Cahabón），是危地馬拉的城鎮，位於該國北部，由上維拉帕斯省負責管轄，面積900平方公里，海拔高度250米，2005年人口31,425，人口密度每平方公里34人。